# Carlos de Piérola
Carlos Fernández de Piérola y Villena conocido como Carlos de Piérola (Lima, 2 de noviembre de 1852 - ídem, 5 de diciembre de 1933), fue un político y empresario peruano. Hermano y partidario del presidente Nicolás de Piérola. Luchó en la defensa de Lima durante la Guerra del Pacífico y se destacó en la defensa del Morro Solar. Fue diputado y presidente de su cámara en cuatro períodos legislativos (1897, 1898, 1900 y 1902). Luego se dedicó a la minería, hasta que en 1909 volvió a la política. Encabezó ese año una intentona golpista contra el presidente Augusto B. Leguía, a raíz de la cual fue apresado. Fue candidato presidencial en las elecciones de 1915, siendo derrotado por el civilista José Pardo y Barreda, por un amplio margen. Elegido senador en 1919, colaboró con el Oncenio de Leguía.

## Primeros años
Fue hijo de Nicolás Fernández de Piérola y Flores, y Teresa Villena y Pérez. Estudió en el Seminario de Santo Toribio de Lima (1861-1865). Luego viajó a Europa, y en París prosiguió sus estudios en el Liceo San Luis y la Escuela de Minas. Fue testigo del asedio que los prusianos infligieron a la capital francesa en 1870.

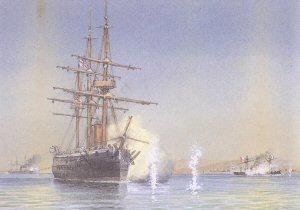
Carlos de Piérola peleó al lado de su hermano Nicolás en el combate de Pacocha (29 de mayo de 1877).

Retornó al Perú en 1876 y acompañó a su hermano Nicolás en sus andanzas golpistas. Estuvo entre los amotinados que capturaron el monitor Huáscar en 1877 y actuó en el combate de Pacocha contra dos buques de la flota británica, episodio heroico que contribuyó a forjar la popularidad de su hermano.

## Actuación en la guerra con Chile
En diciembre de 1879 apoyó a su hermano en el golpe de Estado contra el anciano general Luis La Puerta, quien por entonces era el presidente interino por el viaje al extranjero del presidente Mariano Ignacio Prado, en plena Guerra del Pacífico. Instalada la dictadura pierolista, Carlos viajó a Europa como agente financiero, comisionado por el gobierno para negociar la adquisición de armamentos.
De regreso a su país, se le concedió el mando del batallón Guardia Peruana, con el grado provisional de coronel, al organizarse la defensa de Lima, amenazada por el avance chileno. Combatió en la batalla de San Juan y Chorrillos, destacándose en la defensa del Morro Solar, bajo órdenes del coronel Miguel Iglesias, que era el ministro de Guerra (13 de enero de 1881). La defensa del Morro Solar duró más que la del Morro de Arica, y los chilenos tuvieron que desplegar muchas fuerzas para doblegarla. De los cuatro mil quinientos defensores solo resultaron prisioneros unos 280. Entre estos estaban Carlos de Piérola (que resultó herido), Miguel Iglesias y Guillermo Billinghurst, que era el jefe de Estado Mayor, así como otros oficiales de alta graduación. Todos ellos fueron llevados al malecón de Chorrillos e iban a ser fusilados, de no haber sido por la oportuna reacción de Billinghurst, que convenció al sargento chileno que mandaba el pelotón de fusilamiento, de que más honra y provecho para él sería entregarlos vivos al general Baquedano (el general en jefe del ejército chileno), debido a que todos eran oficiales de alta graduación.
En 1881 formó parte de la Asamblea Nacional de Ayacucho convocado por Nicolás de Piérola luego de la Ocupación de Lima por los chilenos. Este congreso aceptó la renuncia de Piérola al cargo de Dictador que había tomado en 1879 y lo nombró presidente provisorio. Sin embargo, el desarrollo de la guerra generó la pérdida de poder de Piérola por lo que este congreso no tuvo mayor relevancia. 
En 1882 viajó a Europa, donde permaneció hasta 1884. Al retornar al Perú, formó parte de la primera junta directiva del Partido Demócrata, fundado por su hermano Nicolás. Se dedicó a la explotación minera en el departamento de Áncash.

## Diputado y Presidente de su Cámara
Se sumó a la revolución que su hermano Nicolás encabezó contra el segundo gobierno del general Andrés A. Cáceres (1894-1895). Organizó montoneras, al frente de las cuales derrotó a las fuerzas caceristas en el combate de Sihuas. La revolución triunfó y dio pase a una Junta de Gobierno, que convocó a elecciones en las que triunfó Piérola, que inauguró así su gobierno constitucional (1895-1899), el primero de la llamada República Aristocrática.
En 1895 resultó elegido diputado por Lima, siendo reelegido en 1901. Y presidió su cámara en cuatro períodos legislativos: 1897 y 1898 (en el gobierno de su hermano); 1900 y 1902 (en el gobierno de Eduardo López de Romaña), aunque renunció antes de que acabara su último periodo.
También consta que entre 1895 y 1898 fue elegido como senador por Ancash.
En 1899 fue considerado como posible candidato a la presidencia de la República, en las elecciones para determinar al sucesor de su hermano. Pero éste, por razones morales, no lo apoyó.   Finalmente, el partido demócrata se dividió: una parte, la más numerosa, encabezada por Carlos de Piérola, Enrique Bustamante y Salazar y Manuel Pablo Olaechea, y aliada con el Partido Civil, lanzó la candidatura de Eduardo López de Romaña, mientras que una fracción minoritaria de los demócratas auspiciaba la candidatura de Guillermo Billinghurst. Realizadas las elecciones, resultó ganador López de Romaña.
En 1900 presidió la Junta Nacional Electoral, cuyos miembros eran mayoritariamente de su partido. Tanto al frente de esta Junta como desde la presidencia de la Cámara de Diputados, tuvo enfrentamientos con el gobierno de López de Romaña,  a raíz de lo cual se vio obligado a renunciar a la presidencia de su cámara, en octubre de 1902. Culminado su periodo parlamentario, se apartó temporalmente de la política, y reanudó su actividad minera con la Azufrera Sechura, en el departamento de Puno.

## La intentona golpista de 1909

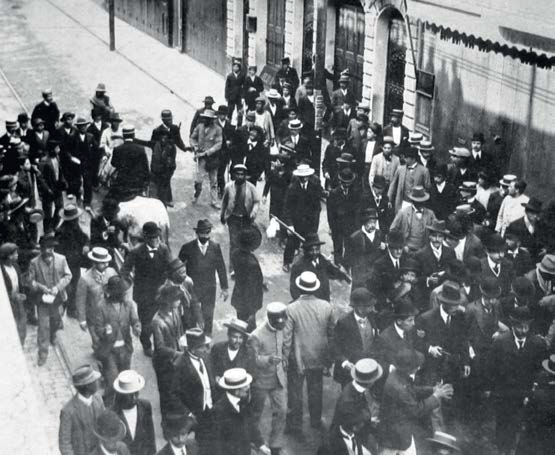
Carlos de Piérola encabezó la sublevación del 29 de mayo de 1909. En la foto, el presidente Leguía es conducido por los amotinados por la calle Mercaderes (actual cuarta cuadra del Jirón de la Unión).

Retornó abruptamente a la política encabezando la sublevación del 29 de mayo de 1909, cuando, junto con sus sobrinos Isaías y Amadeo de Piérola, y al frente de un grupo de temerarios miembros del Partido Demócrata, sacó al presidente Augusto B. Leguía de Palacio de Gobierno, y lo paseó por las calles de Lima, llevándolo hasta la Plaza Bolívar, donde le exigió que firmara su renuncia. Leguía se mantuvo firme en su negativa, hasta que intentona golpista fue debelada a sangre y fuego por las tropas gobiernistas. Carlos resultó herido en una mano y fue apresado.  Sometido a juicio en el fuero militar, fue condenado a cinco años de prisión, pero fue liberado, junto con los demás implicados en la intentona golpista, gracias a una ley de amnistía dada el 23 de septiembre de 1911.
En 1912, ya bajo el gobierno de Guillermo Billinghurst, fue nombrado director de la Casa de Moneda. Se dice que dicho presidente le ofreció el cargo de ministro de estado, pero no aceptó. Al año siguiente falleció su hermano Nicolás, cuyos funerales fueron uno de los sucesos más llamativos de la historia republicana del Perú en el siglo XX.

## Candidato a la presidencia y senador
Pese a que el Partido Demócrata o pierolista había ya entrado en declive (oficialmente se hallaba en receso), Carlos de Piérola postuló a la presidencia de la República en 1915. Pero al acordarse la candidatura única del civilista José Pardo y Barreda en una Convención de Partidos (en la que no participó su partido), su candidatura fue meramente un asunto de honor. Solo obtuvo votos 13 151 frente a los 131 289 de su contendor.
En 1919, cuando el presidente Augusto B. Leguía dio inicio a su gobierno de facto conocido después como el Oncenio, Carlos de Piérola fue elegido senador por el departamento de Ancash para la Asamblea Nacional de ese año que tuvo por objeto emitir la Constitución de 1920. Luego se mantuvo como senador ordinario hasta 1930, tanto por el departamento de Ancash como por el de Lambayeque. En tal función, apoyó al gobierno de Augusto B. Leguía.